# Dolichopeza (Nesopeza) manipurensis
Dolichopeza (Nesopeza) manipurensis is een tweevleugelige uit de familie langpootmuggen (Tipulidae). De soort komt voor in het Oriëntaals gebied.